# Argenteuil (Manet)
Pour les articles homonymes, voir Argenteuil.
Argenteuil est un tableau impressionniste, réalisé en 1874 par le peintre français Édouard Manet (1832-1883). Cette huile sur toile (149 × 115 cm) est d'abord présentée au Salon de Paris de 1875.
Elle est actuellement conservée au Musée des beaux-arts de Tournai, en Belgique.

## Description
La toile représente un canotier en compagnie d'une jeune femme au bord de la Seine, à Argenteuil (actuellement dans le Val-d'Oise). Le village d'Argenteuil est visible en arrière-plan.
Edouard Manet demande à Claude Monet et son épouse Camille de poser pour le tableau, mais ils ne peuvent garder la pose suffisamment longtemps. Rudolf Leenhoff, beau-frère de Manet, sert alors probablement de modèle pour le canotier, à moins qu'il ne s'agisse du baron Barbier, un ami de Guy de Maupassant. L'identité de la femme est inconnue.
Il s'agit, dans l'histoire de l'art, d'une des premières œuvres de Manet méritant pleinement le qualificatif d'impressionniste, tant en raison de son sujet naturaliste que de sa facture audacieuse, avec notamment le bleu criard du fleuve, que le journaliste du Figaro Jean Rousseau raille en ces termes : « Au fond, une marmelade d'Argenteuil sur un fleuve d'indigo. »
Argenteuil représente un couple assis sur le bord d'une barque ancrée sur les rives de la Seine : il est canotier (on le voit à ses vêtements) et se montre très spontané et familier à l'égard de sa compagne, qui, au contraire, semble raidie, au point de regarder devant elle sans expression. La lumière claire du début d'après-midi d'été inonde la scène, dense d'ombres colorées et de reflets réciproques. Pour rendre les qualités atmosphériques du paysage, Manet a recours à des coups de pinceau rapides et vibrants, qui prennent parfois même des connotations impressionnistes exquises, comme dans le cas de la jupe de la femme ou du bouquet de fleurs qu'elle tient paresseusement sur ses genoux.
En arrière-plan, la Seine, qui est peinte d'un bleu intense, et les contours d'Argenteuil. Le peintre a réussi à rendre magnifiquement les couleurs vives d'une chaude journée d'été. Cela est particulièrement évident dans la robe et le bouquet de la femme.

## Réalisation
À partir de 1872, Manet se rapproche, par les thèmes de ses toiles et ses couleurs plus vives, du style de Claude Monet et d'Auguste Renoir.
Il passe l'été 1874 à Gennevilliers, et rend à cette occasion visite à son ami Claude Monet, qui réside à Argenteuil depuis 1873. Les villages des environs, du bord de Seine, sont alors largement fréquentés par les impressionnistes : outre Manet et Monet, Auguste Renoir s'y rend fréquemment, et Gustave Caillebotte s'est installé au Petit-Gennevilliers.
Argenteuil fait partie, tout comme La Famille Monet dans son jardin (1874, New York, Metropolitan Museum of Art) ou Claude Monet peignant dans son atelier (1874, Munich, Neue Pinakothek), des toiles de plein air qu'il réalise durant cet été, au contact de Monet.
Argenteuil est l'un des plus hauts exemples de la nouvelle poétique de Manet. L'œuvre a été exposée au Salon de 1874, où elle a été accueillie plutôt froidement par les critiques officiels, galvanisés par le succès isolé de Le bon Bock.
En 1889 Suzanne, la veuve de Manet, vend le tableau pour 15 000 francs à Henri Van Cutsem. En 1904 le tableau est légué au sculpteur Guillaume Charlier et 1925 au Musée des beaux-arts de Tournai.

## Galerie

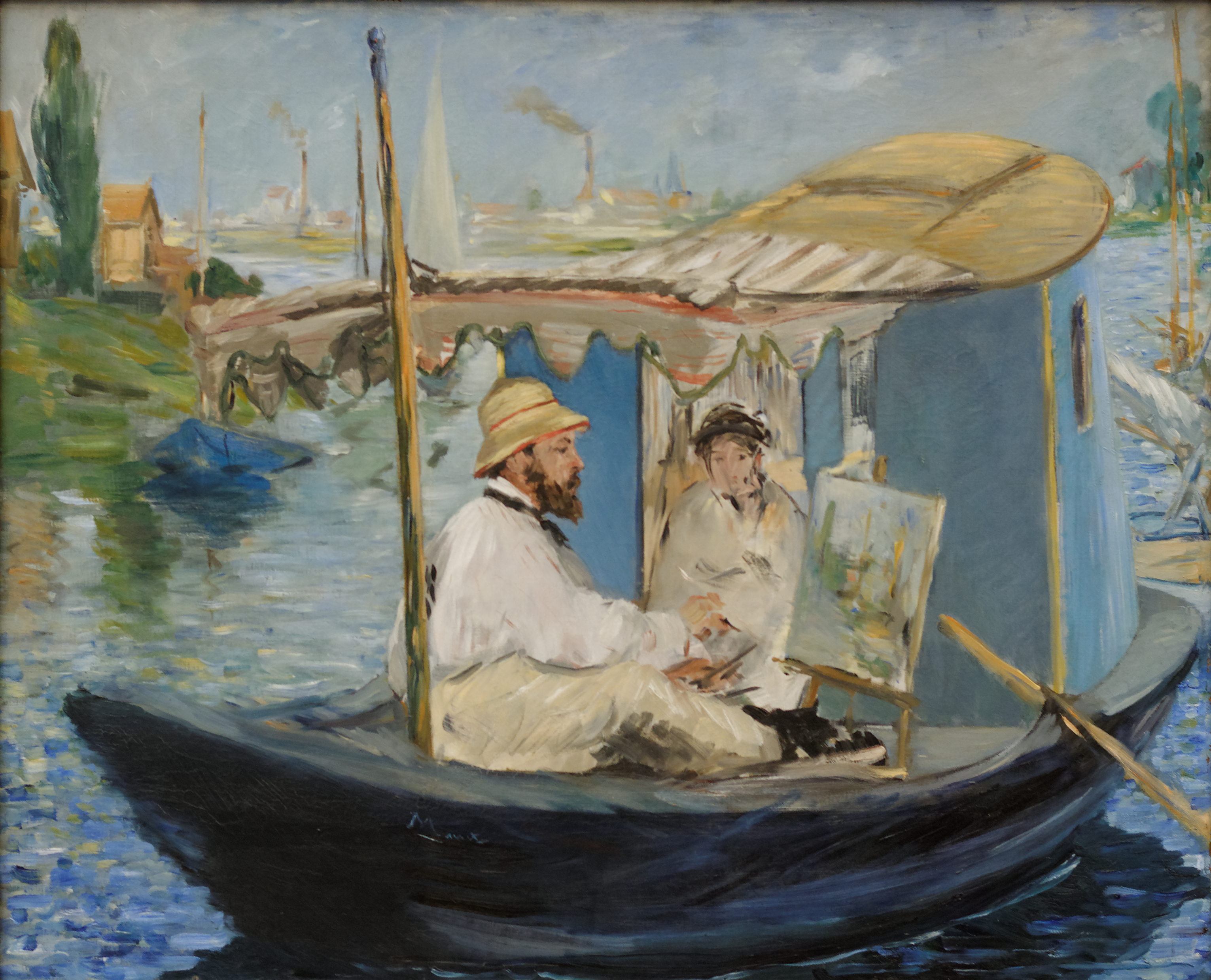
Claude Monet peignant dans son atelier, 1874, 80 × 98 cm, Munich, Neue Pinakothek
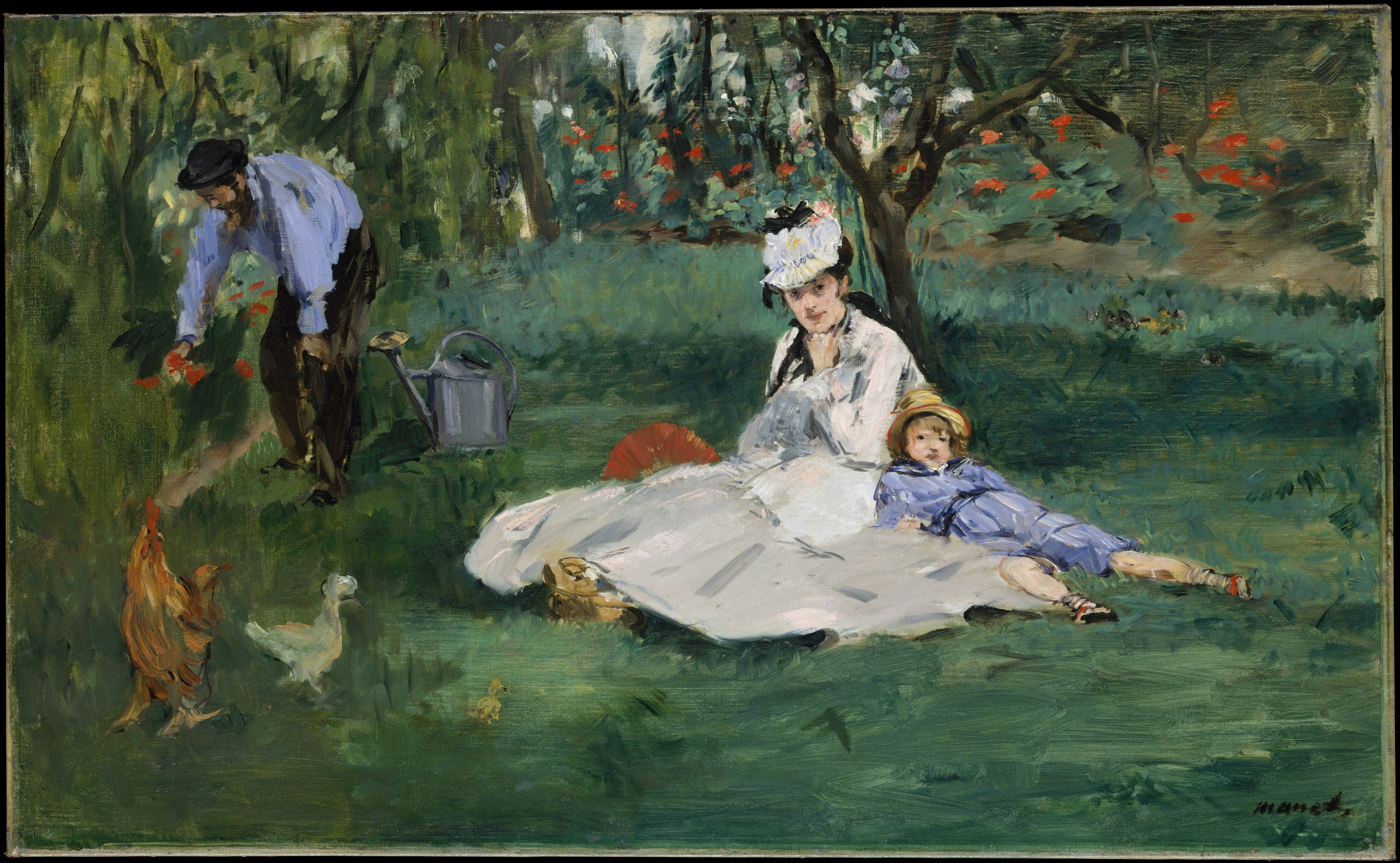
La Famille Monet dans son jardin, 1874, 61 × 99,7 cm, New York, Metropolitan Museum of Art
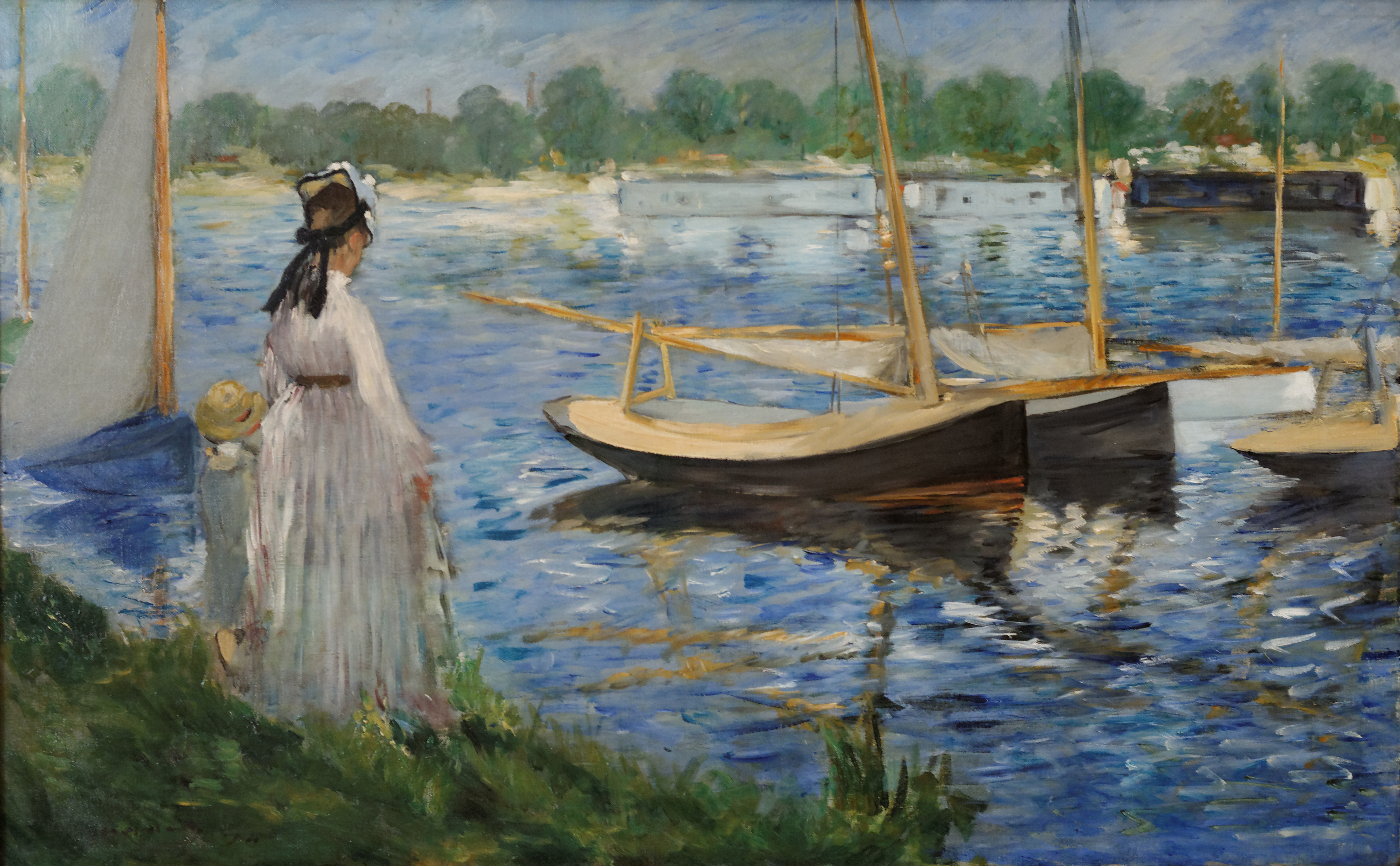
Bords de Seine à Argenteuil, 1874, Courtauld Gallery

## Philatélie
La Belgique a émis un timbre à 0,49 + 0,11 franc représentant le tableau.